# 沃斯科縣
沃斯科縣（英語：Wasco County）是位於美国俄勒冈州北部的一個郡，北隔哥倫比亞河與华盛顿州相望，面積6,204平方公里。根據2020年美國人口普查，共有人口26,670。縣治達爾斯（The Dalles）。該縣1854年1月11日設立，縣名是印第安人的一支—沃斯科族（操奇努克語的一種方言）。